# ایچ (طارم)
ایچ یک روستا در ایران است که در دهستان چورزق واقع شده است. ایچ بیش از ۱۰۰۰ نفر جمعیت دارد.

## موقعیت مکانی
روستای ایچ از از توابع بخش چورزق، در شهرستان طارم واقع شده است. موقعیت ویژه این روستا نسبت به دیگر روستاها بسیار استثنایی است، پوشش گیاهی، موقعیت رودخانه و سایر ویژگی‌های طبیعی و انسانی این روستا را در زمره بهترین روستاهای شهرستان طارم قرار داده است.

## مردم
تعامل فرهنگی بین مردم باعث برقراری یک جامعه متمدن روستایی شده است، که در کمتر جایی می‌توان نظیر آن را دید، چنانچه الگویی مناسب برای یک روستای مدرن و ایرانی است.

## ویژگی‌های طبیعی
محیط حومه روستا زیستگاه طبیعی بسیاری از گونه‌های جانوری و گیاهی است. پوشش گیاهی غنی منجر به ایجاد زیستگاه دائمی بعضی گونه‌های جانوری شده است و از طرفی گرمایش جهانی و تغییرات اقلیمی نیز بر این منطقه تأثیر منفی گذاشته و در آینده ممکن است منجر به حوادث زیست‌محیطی خطرناکی برای طبیعت این روستا شود.